# Teichlberg
Teichlberg ist ein Gemeindeteil der Gemeinde Pechbrunn im oberpfälzischen Landkreis Tirschenreuth.

## Geografie
Die Einöde Teichlberg liegt im nördlichen Teil des Steinwaldes etwas mehr als einen Kilometer südlich des historischen Ortskerns von Pechbrunn auf einer Höhe von 633 m ü. NHN.

## Geschichte
Teichlberg ist eine relativ junge Ortschaft, sie entstand erst in der ersten Hälfte des 20. Jahrhunderts. Im Jahr 1987 war die aus einem Wohngebäude bestehende Einöde unbewohnt.